# Pierre Frédéric Sarrus
Pierre Frédéric Sarrus (ur. 10 marca 1798, Saint-Affrique, zm. 20 listopada 1861) – francuski matematyk.
Odkrył łatwy do zapamiętania algorytm ułatwiający obliczanie wyznacznika macierzy trzeciego stopnia znany obecnie jako schemat Sarrusa.
W latach 1826–1856 był profesorem uniwersytetu w Strasburgu. Od 1842 był członkiem Francuskiej Akademii Nauk w Paryżu. Był autorem kilku traktatów naukowych, między innymi o całkach wielokrotnych, o równaniach z wieloma niewiadomymi, o przewidywaniu orbit komet.